# Chlorophytum
Chlorophytum is de botanische naam van een geslacht van eenzaadlobbige planten. De naam is afgeleid uit het Oudgrieks: χλωρός (chlōros), dat 'geelgroen', en φυτόν (phuton), dat 'plant' betekent. De 200 tot 220 soorten, zijn groenblijvende vaste planten. Ze komen van nature voor in de tropische en subtropische gebieden van Afrika en Azië.
De planten worden 10 tot 60 cm groot en hebben een bladrozet van slappe 15-75 cm lange en 0,5-2 cm brede bladeren. Ze vormen dikke, vlezige wortelstokken.
De kleine, meestal witte bloemen vormen een tot 120 cm lange, al of niet vertakte pluim. Bij sommige soorten zitten er aan de pluim ook kleine planten (valse viviparie), die zodra ze de grond raken wortels vormen.
De witgestreepte cultivar Chlorophytum comosum 'Variegatum' is een populaire, gemakkelijke kamerplant.
Chlorophytum wordt ook genoemd in een (mede door NASA-medewerkers samengestelde) lijst van planten die zeer geschikt zijn als luchtfilterende planten.

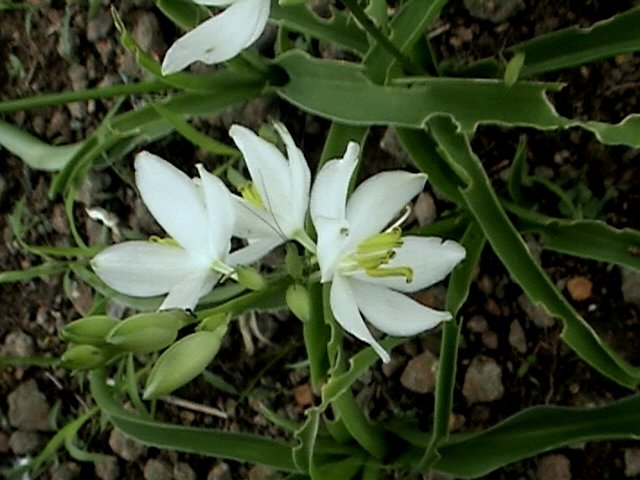
Chlorophytum tuberosum

## Noot
1. ↑  Backer, C.A. (1936). Verklarend woordenboek der wetenschappelijke namen van de in Nederland en Nederlandsch-Indië in het wild groeiende en in tuinen en parken gekweekte varens en hoogere planten (Editie Nicoline van der Sijs).
2. ↑  Wolverton, B. C., et al. (1984). Foliage plants for removing indoor air pollutants from energy-efficient homes. Economic Botany 38(2), 224-28.